# Адам Тарло (воєвода смоленський)
Адам Тарло (д/н — 1710) — державний діяч, урядник Речі Посполитої.

## Життєпис
Походив з впливового польського шляхетського роду Тарлів гербу Топор. Син Сигізмунда Александра Тарла, каштеляна пшемисльського, та Єлизавети Костчанки. У 1654 році втратив батька. Виховувався матір'ю, навчався у школах Кракова і Новодворки. Потім навчався у Краківській академії Ягеллонів. У 1663 році зі стриєчними братами Каролем і Александрем рушив на навчання до Нідерландів, Франції (деякий час слухав лекції в Сорбонні), Італії (з 1664 року), відвідавши Падую, Флоренцію та Рим.
Повернувся близько 1667 року. Невдовзі одружився з Францискою Теодорою з впливового роду Опалінських. У 1671 році призначається підскарбієм пшемисльським. Опікувався переважно справами Пшемисльського повіту. Підтримав Яна Собеського під час обрання королем у 1674 році.
1691 року отримує посаду воєводи смоленського, яка була більш номінальною, оскільки територія воєводства ще за Андрусівським перемир'ям відійшла до Московського царства. Водночас завдяки цьому стає сенатором Речі Посполитої. Помер у 1710 році.

## Родина
Дружина — Франциска Теодора, донька Кшиштофа Опалінського, воєводи познанського
Діти:
- Станіслав Францішек (д/н—1721), маршалок надвірний коронний
- Пйотр (1672—1722), єпископ познанський
- Міхал, кавалер ордену Св. Духа, французький генерал
- Ян (д/н—1739)